# Allonautilus
Allonautilus (лат.) — род головоногих моллюсков. Это один из двух современных родов подкласса наутилоидей. Он включает два вида, морфологически существенно отличающихся от представителей родственного рода Nautilus. Род Allonautilus считается потомком Nautilus, что делает последний парафилетическим.
Живые представители рода найдены только у берегов Папуа — Новой Гвинеи и Соломоновых островов. Они очень плохо изучены, потому что живут на большой глубине, тогда как более изученный род Nautilus обитает ближе к поверхности.

## Виды
- Allonautilus scrobiculatus (Lightfoot, 1786)typus
- Allonautilus perforatus (Conrad, 1847)